# Prosopocera trossevini
Prosopocera trossevini là một loài bọ cánh cứng trong họ Cerambycidae.